# Cédric Revol
Cédric Revol, född 22 juli 1994, är en fransk judoutövare.

## Karriär
Vid EM 2022 i Sofia tog Revol brons i 60 kg-klassen efter att ha besegrat georgiske Lukhumi Chkhvimiani i bronsmatchen. Vid EM 2024 i Zagreb tog han brons i 60 kg-klassen efter att ha besegrat ukrainske Artem Lesiuk i bronsmatchen.